# St. Peter und Paul (Holzthaleben)
Koordinaten: 51° 20′ 34,7″ N, 10° 35′ 33″ O
Die evangelisch-lutherische Kirche St. Peter und Paul steht im Oberdorf am Kirchberg von Holzthaleben, einem Ortsteil der Gemeinde Helbedündorf im thüringischen Kyffhäuserkreis. Die Kirchengemeinde Holzthaleben im Pfarrbereich Holzthaleben gehört zur Regionalpfarramt Ebeleben-Holzthaleben im Kirchenkreis Bad Frankenhausen-Sondershausen der Evangelischen Kirche in Mitteldeutschland.

## Beschreibung
Die Bauzeit der heutigen Saalkirche wird 1745 bis 1747 datiert, wie am Gewände des Portals an der Südseite zu lesen ist. Der älteste Teil der Gemeindekirche ist der Turm, er entstand zwischen 1250 und 1300. Die Kirche brannte 1745 ab, 1918 nochmals bis auf die Grundmauern, und 1933 brannten Dachstuhl und Haube des Chorturms erneut. Der Chorturm mit seinen spätgotischen und barocken Fenstern wurde nach dem Brand in veränderter Form mit einer schiefergedeckten barockisierender Haube, auf der eine offene Laterne sitzt, wiederhergestellt. Das Kirchenschiff ist mit einem Satteldach bedeckt und hat seitlich Aufgänge zu den Emporen. 1891 wurde die Kirche, 1979/80 der Innenraum durchgreifend renoviert. Das Taufbecken ist mit 1706 datiert, seine Platte aus Kalkstein wurde zum zweiten Mal verwendet.
Die Orgel mit 22 Registern, verteilt auf zwei Manuale und Pedal, wurde 1933 von Rudolf Böhm gebaut.